# Тоншаєвський район
Тоншаєвський район (рос. Тоншаевский район) — адміністративно-територіальна одиниця (район) та муніципальне утворення (муніципальний район) у північно-східній частині Нижньогородської області Росії.
Адміністративний центр — робітниче селище Тоншаєво.

## Історія
Район було утворено 1929 року.

## Населення
| 1939    | 1959    | 1970    | 1979    | 1989    | 2002    | 2008    |
| ------- | ------- | ------- | ------- | ------- | ------- | ------- |
| 27 257  | ↗38 289 | ↘26 262 | ↘21 707 | ↘19 588 | ↗20 038 | ↘18 984 |
| 2009    | 2010    | 2011    | 2012    | 2013    | 2014    | 2015    |
| ↘18 895 | ↗20 219 | ↘20 150 | ↘19 835 | ↘19 557 | ↘19 298 | ↘19 018 |
| 2016    | 2017    |         |         |         |         |         |
| ↘18 922 | ↘18 878 |         |         |         |         |         |